# 黄宇齐
黄宇齐（1911年8月9日—2011年3月25日），曾用名邝林，四川省江津县(今重庆市江津区）人。中华人民共和国电力工业部副部长。中共地下党情报干部。

## 生平
1927年秋考入江津中學。1929年10月加入中国共产主义青年团。1933年6月转党。历任中国左翼社会科学家联盟（社联）上海法南区委委员，中共上海沪中区委宣传部干事，上海社联常委。
抗战爆发后，1938年7月，国民革命军第四十五军副军长兼第127师师长陈离伤愈返回部队驻地湖北老河口。1939年9月中旬，中共中原局派黄宇齐为特派员到襄樊的第二十二集团军开展工作，陈离留黄宇齐在师部，委为副官处书记官，主要从事政治情报和接济新四军军用物资工作。1939年底，黄宇齐从中原局汇报回到襄樊，陈离提出加入中国共产党的要求。黄第二次回鄂中汇报，中原局代理书记朱理治与李先念、陈少敏等讨论后，朱理治对黄宇齐说：“陈离是党的最忠诚的朋友，政治上坚定不移，完全够入党的条件；但是，由于他的地位很重要，作用很大，为了他的安全隐蔽，长期为我党作秘密工作，以不入党，不是党员为好。”黄宇齐将以上意见回复了陈离，他表示接受，愿努力加强与中共的合作。1940年5月，中共中原局友军工作部部长向迺光（即项乃光）叛变，供出黄宇齐、张晓峰等潜伏在川军第四十五军，同时也暴露了陈离。陈离掩护黄、张逃走后，被调重庆中央训练团受训，毕业后免去他的军职。
黄宇齐以邝林的名字任新四军第五师政治部锄奸部部长、政治部联络部部长。
1946年初以邝林的名字任北平军事调处执行部中共方面人事组组长，军事调处执行部汉口第九执行小组中共代表。中原突围时，中原军区第二纵队副司令员周志坚奉命指挥第十三旅部分部队和地方武装掩护中原局和中原军区领导机关及主力部队突围，后历经艰险于8月底到汉口找到了军调部汉口执行小组的邝林(原中原局联络部长)，他说：李先念已电请董必武(时任中共代表团负责人)在武汉周围找周志坚并收容第十三旅突围失散人员，又说汉口军调执行小组是美、共、蒋三方组成的军事调处组织，周志坚不便在汉口停留；于是为周志坚等办理了证件，给了路费，乘船去南京中共代表团见董必武。
。
中华人民共和国成立后，历任中共湖北省委统战部部长兼省民政厅厅长，中共湖北省委委员兼工业厅厅长，电力工业部中南电业管理局局长，电力工业部水电建设总局副局长。1958年2月11日第一届全国人民代表大会第五次会议决定，水利部与电力工业部合併为水利电力部。1958年3月水利部工程总局和电力工业部水电建设总局合併为水利电力部水工建设总局。1958年8月28日水利电力部水工建设总局与水利电力部勘测设计总局合併为水利电力部水利水电建设总局，任局长兼党委书记。1962年4月，撤销上海电业管理局，上海各电力企事业单位直属华东电业管理局领导，黄宇齐任局长。1979年8月任电力工业部副部长、党组成员兼华东电业管理局局长、党组书记。1982年8月离休。正部级离休待遇。2011年在上海逝世。